# 魯勝
魯 勝（ろ しょう、4世紀初頭ごろ）は、中国西晋の隠士。『墨子』墨弁の注釈書（現存しない）の著者として知られる。

## 人物
『晋書』隠逸列伝に伝がある。
字は叔時。代（山西）の人。八王の乱の前に建康令となったが、ある年の元日、望気術により将来の多故を予知し、病と称して宮廷を去った。張華に再仕官を求められたが応じなかった。

## 著作
その著作は世に認められていたが、乱により亡佚した。
『正天論』を仕官時に著し、天文学上の自説を主張した。また『墨弁』の注、すなわち『墨子』経・経説の注と、『刑名』二篇を著し、墨家や名家の絶学を再興しようとしたが、賛同者は現れなかった。
『正天論』の佚文と『墨弁』注の叙文が、『晋書』隠逸列伝に収録されている。